# الكنيسة الكاثوليكية المارونية في قبرص
الكنيسة المارونية الكاثوليكية القبرصية  (لاتينية: Archeparchy Cyprensis Maronitarum) هي مقر الكنيسة المارونية الخاضعة مباشرة للكرسي الرسولي. يحكمها حاليا المطران سليم صفير.

## الإقليم والإحصاءات
تمتد سلطة الأبرشية إلى نطاق سلطتها لتشمل جميع الموارنة المؤمنين في جزيرة قبرص. مقرها الأبرشي هو مدينة نيقوسيا، حيث تقع كاتدرائية سيدة النعم (نيقوسيا).
في نهاية عام 2013، تم تعميد 10400 شخص من أصل 838897 نسمة، أي ما يعادل 1.2 ٪ من المجموع. تنقسم أراضيها إلى 12 رعية.

### الرعايا
- رعية سيدة النعم في نيقوسيا
- رعية القديس جاورجيوس في كورماكيتيس
- رعية القديس ميخائيل رئيس الملائكة في أسوماتوس
- رعية القديس كروا في كارباشا
- رعية القديسة مارينا في سانت مارينا
- رعية مار مارون في أنثوبولس
- رعية القديسة مارينا من كوتياتيس
- رعية مار شربل في ليماسول
- رعية القديسة مارينا في بوليميديا
- رعية القديس يوسف في لارنكا
- رعية القديس كيرياكي في بافوس

## تاريخ
الطائفة المارونية في سوريا، المشرق، ولبنان وصلت واستقرت في الجزء الشمالي من قبرص خلال الفترة ما بين القرنين 9 و12، وشهدت جميع تقلبات المجتمع المسيحي في الجزيرة: الحكم الفرنسي 1191-1473 تحت إدارة آل لوزينيان، تحت حكم البندقية من 1473 إلى 1571، والإقطاع العثماني من 1571 إلى 1878. كانت أكبر الهجرات المارونية في الأعوام 1224، 1570، 1596، 1776، و1878. 
تم الإبلاغ عن وجود مجتمع ماروني قبرصي في شركة مع روما منذ عام 1316 عندما تولى الأسقف الماروني حنانيا، الذي تولى منصبه في قبرص في عهد لوزينيان. بدأت سلسلة الأساقفة الكاثوليك في عام 1357، عندما كان في يد أسقف نيقوسيا اللاتيني، اعتنقت الطائفة المارونية مع أسقفه بالإيمان الكاثوليكي. تم تأكيد هذا الاتحاد وتعزيزه بواسطة المرسوم البابوي "Benedictus sit Deus" الذي أصدره البابا يوجين الرابع في مجلس فلورنسا في 7 آب 1455.
كانت الطائفة المارونية في قبرص ثاني أكبر طائفة للمسيحيين الشرقيين بعد اليونانيين. خلال حكم الولايات اللاتينية رسميًا للجزيرة، مع أول لوزينيان ثم من قبل البندقية، ازداد عدد الموارنة، بفضل الخصائص والامتيازات العديدة التي منحها لهم حكام الجزيرة الجدد؛ كانوا متواجدين في ستين قرية، ووفقًا لتقدير هاكيت،  ارتفع عدد المؤمنين إلى حوالي 180 ألفًا. في عام 1514، أبلغ البطريرك الماروني البابا لاون العاشر بمكائد واستيلاء أسقف نيقوسيا اللاتيني على الكنائس المارونية. 
شهد الاحتلال العثماني لقبرص من 1571 إلى 1878 تدهوراً مستمراً للطائفة المارونية، مع انخفاض كبير في عدد الناس والجماعات، حيث طُرد الموارنة من قراهم، ودُمرت الكنائس، وأجبر الأسقف على ترك كرسيه الأسقفي.[بحاجة لمصدر]
بوفاة الأسقف القبرصي لوك عام 1673 لم يكن هناك أسقف ماروني لقبرص حتى عام 1878. زار أساقفة قبرص الجزيرة بشكل متقطع، وكان رهبان الفرنسيسكان (OFM) يرعون بقية المؤمنين الموارنة. في عام 1735، أرسل الرئيس العام للرهبان الأرثوذكس راهبان إلى قبرص، وقاموا ببناء مدرسة للطائفة المارونية، افتتحها مجمع الأساقفة الموارنة عام 1763، لأن مقر أسقف قبرص يجب أن يبقى في لبنان أساسًا.[بحاجة لمصدر]
أقيمت الكنيسة الكنسية في المجمع الماروني في جبل لبنان عام 1736. منذ نهاية القرن 16، بدأ الأساقفة الموارنة، الذين كانوا حتى ذلك الحين يقيمون دائمًا في نيقوسيا، في وضع منزلهم في البر الرئيسي وعادوا إلى الجزيرة فقط بدءً من القرن 19. في هذه الفترة كان هناك قساوسة لاتينيين قلائل لرعاية الطائفة المارونية في الجزيرة.[بحاجة لمصدر]
في أعقاب الانقلاب القبرصي الفاشل عام 1974، غزت تركيا قبرص في 20 تموز، وفي الشهر التالي احتلت أكثر من ثلث الجزيرة. تحت سيطرة الحكومة التركية، أعلن الشمال المحتل استقلاله في عام 1983، وإنشاء جمهورية شمال قبرص التركية.
اختار معظم الموارنة مغادرة منازلهم والانتقال إلى الجنوب. في مدينة كورماكيتيس (50 على بعد كيلومتر من نيقوسيا)، قلب الطائفة، تم تحويل جميع الكنائس والمباني الدينية المسيحية إلى هياكل أخرى، لتصبح مستودعات أو متاحف أو مساجد. وهي اليوم مركز الطائفة المسيحية المارونية، ويبلغ عدد سكانها حوالي 130 شخصًا. تم تحويل قريتين إلى قواعد عسكرية. توجد كنيسة واحدة فقط في الشمال حيث يتم الاحتفال بانتظام بالقداس المكرس للقديس جورجيوس.
في عام 2003، خفف الشمال من جانب واحد القيود الحدودية، وسمح للموارنة بعبور الحدود جنوبًا بشكل قانوني لأول مرة منذ 30 عامًا.
في الفترة من 4 إلى 6 حزيران (يونيو) 2010، قام البابا بنديكتوس السادس عشر بزيارة رسولية إلى الجماعة المسيحية في قبرص. كانت هذه هي المرة الأولى التي يزور فيها البابا جزيرة قبرص.
يوجد حاليًا 11 مجتمعًا تستضيف حضورًا مارونيًا كبيرًا: نيقوسيا (منزل رئيس الأساقفة)، كورماكيتيس، أسوماتوس، آيا مارينا، كارباشا، أنثوبوليس، كوتشاتيس، ليماسول، بوليميديا، لارناركا، بافوس.
لا يزال بعض موارنة قبرص يتكلمون اللغة العربية القبرصية المارونية وهي إحدى اللهجات العربية.

## الأساقفة
- حنانيا (مذكور عام 1316)
- يوحنا (مذكور عام 1357)
- يعقوب المطريتي (مذكور عام 1385)
- إلياس (قبل 1431 - بعد 1445)
- يوسف (توفي 1505)
- جبرايل قلعي (1505-1516)
- مارون (1516 - ؟)
- أنطونيوس (مذكور عام 1523)
- جرجس حدثي (مذكور عام 1528)
- إيليا حدثي (مذكور عام 1530)
- فرنسيس (مذكور عام 1531)
- مرقس البيتومينى (مذكور عام 1552)
- جرجس (1562)
- يوليوس (مذكور 1567)
- يوسف (توفي 1588)
- يوحنا (1588-1596)
- مويس أنايسي من العاقورة (1598–1614)
- جرجس مارون الحيدناني (1614–1634)
- إلياس للحيدناني (مذكور عام 1652)
- سركيس الجمري (1662–1668 متوفى)
- إسطفان الدويهي (8 تموز 1668 - ايار 1670 منتخب بطريركًا لأنطاكية) [12]
- لوقا من كارباسيا (1671–1673)
- بطرس ضومط مخلوف (1674–1681)
- يوسف (1682–1687)
- جبرائيل حوا، راهب لبناني ماروني (1723-1752)
- طوبيا الخازن (؟ - 28 آذار 1757 أكد بطريرك أنطاكية)
- الياس الجميل (توفي 1786)
- فيليب الجميل (1786 خلف - 14 حزيران 1795 منتخب بطريرك أنطاكية)
- عبد الله بليبل (12 آذار 1798 - 1 آذار 1842 متوفى)
- جوزيف جعجع (26 كانون الأول 1843 - 1878 استقال)
- يوسف الزغبي (1883-17 كانون الأول 1890 متوفي)
- نعمة الله سلوان (12 حزيران 1892-18 ايلول 1905 متوفي)
- بطرس الزغبي (11 شباط 1906-28 تشرين الأول 1910 متوفي)
- بولس عواد (11 شباط 1911 - 14 حزيران 1941 استقال)
- فرانسوا أيوب (28 تشرين الثاني 1942-16 نيسان 1954، عين رئيس أساقفة حلب)
- إيلي فرح (16 نيسان 1954 - 4 نيسان 1986 تقاعد)
- جوزيف محسن بشارة (4 نيسان 1986-11 حزيران 1988 عين رئيس أساقفة انطلياس)
- بطرس الجميل (11 حزيران 1988 - 29 تشرين الأول 2008 منسحب)
- يوسف سويف (منذ 29 تشرين الأول 2008)
- سليم صفير (2021 - الي الآن)

## روابط خارجية
- David M. Cheney. "Cipro (Archdiocese) [Catholic-Hierarchy]". catholic-hierarchy.org. مؤرشف من الأصل في 2021-05-05. اطلع عليه بتاريخ 2015-09-14.
- "The Maronite Eparchy of Cyprus". مؤرشف من الأصل في 2014-01-14. اطلع عليه بتاريخ 2015-09-14.
- "Home". news.maronitedaily.com. مؤرشف من الأصل في 2019-09-13. اطلع عليه بتاريخ 2015-09-14.
- https://archive.org/stream/dictionnairedhis12baud#page/2/mode/2up ، Raymond Janin، v. Chypre ، في Dictionnaire d'histoire et de géographie ecclésiastiques، vol. الثاني عشر، باريجي 1953، كول. 815-816
- http://www.maronitesofcyprus.com/upload/20080819/1219131385-15439.pdf ، غيتا ج. الحوراني، موجز لتاريخ الطائفة المارونية القبرصية، لبنان 2007
- http://www.persee.fr/web/ouvrages/home/prescript/article/mom_1274-6525_2000_act_31_1_1841 ، Gilles Grivaud، Les simpleités orientales à Chypre (époques médiévale et moderne)، in Chypre et la Méditerranée orientale. تشكيلات Identitaires: Persectives Historyiques et enjeux contemporains، Actes du colloque tenu à Lyon 1997، Lyon 2000، pp. 43–70 (مارونيتي، ص. 53-57)
- http://www.maronitearcheparchy.org.cy/upload/20100330/1269935746-21081.pdf ، غيتا ج. حوراني: قراءة في تاريخ موارنة قبرص من القرن الثامن إلى بداية الحكم البريطاني. (Die Autorin ist رئيسة معهد البحوث المارونية، ملف PDF ، 510 كيلوبايت)